# Marian Neacșu
Marian Neacșu (ur. 27 maja 1964) – rumuński polityk, ekonomista i samorządowiec, deputowany, w latach 2021–2023 sekretarz generalny rządu, od 2023 wicepremier.

## Życiorys
W 1987 ukończył studia ekonomiczne na Uniwersytecie w Krajowie, w 2013 uzyskał magisterium z nauk o bezpieczeństwie i obronności na Universitatea Creștină „Dimitrie Cantemir” w Bukareszcie. Pracował jako ekonomista, od 1990 obejmował dyrektorskie stanowiska w różnych przedsiębiorstwach.
Działał w Demokratycznej Partii Agrarnej Rumunii, a następnie w postkomunistycznej PDSR, która w 2001 przekształciła się w Partię Socjaldemokratyczną. W ramach PSD obejmował funkcje przewodniczącego struktur okręgowych i sekretarza generalnego na szczeblu centralnym. W latach 1992–2008 zasiadał w radzie okręgu Jałomica. W latach 2008–2016 przez dwie kadencje sprawował mandat posła do Izby Deputowanych, był m.in. wiceprzewodniczącym frakcji PSD i wiceprzewodniczącym izby.
W 2016 został skazany na karę pozbawienia wolności z warunkowym zawieszeniem jej wykonania za nadużycia związane z zatrudnieniem córki w swoim biurze poselskim. W 2017 został doradcą premiera Sorina Grindeanu do spraw relacji z parlamentem. W ramach PSD był bliskim współpracownikiem Liviu Dragnei, jednak po konflikcie z nim w 2019 znalazł się poza partią. Dołączył następnie do ugrupowania PRO Rumunia; później powrócił do socjaldemokratów. Również w 2019 powołany na prezesa ANRE, krajowego urzędu regulacji energetyki. Po utworzeniu gabinetu Nicolae Ciuki w 2021 został mianowany sekretarzem generalnym rządu.
W czerwcu 2023 objął urząd wicepremiera w powołanym wówczas gabinecie Marcela Ciolacu. W 2024 ponownie uzyskał mandat posła do niższej izby parlamentu. Pozostawał na stanowisku wicepremiera w utworzonym w grudniu tego samego roku drugim rządzie lidera socjaldemokratów oraz w powołanym w czerwcu 2025 gabinecie Ilie Bolojana.